# Stockholms centralstation
Stockholms centralstation (magyarul: Stockholmi központi pályaudvar) Svédország és a főváros, Stockholm legnagyobb és legforgalmasabb vasúti pályaudvara. 1871. július 18-án nyílt meg. 2017-ig fejállomás volt, majd amikor megnyílt a Citybanan város alatti alagút, átmenő állomássá vált.
2017. július 10-ig, amikor a helyi ingázó vonatok a központi pályaudvar alatt található Stockholm City állomáson kezdtek megállni, naponta több mint 200 000 látogatója volt, ebből körülbelül 170 000 volt az utas (105 000 az ingázó vonatokkal, 25 000 az Arlanda Expresszel és 40 000 egyéb vonatokkal).
A központi pályaudvar előtt Nils Ericson szobra áll.

## Vasútvonalak
Az állomást az alábbi vasútvonalak érintik:
- Västra stambanan
- Ostkustbanan
- Mälarbanan
- Arlandabanan

## Kapcsolódó állomások
A vasútállomáshoz az alábbi állomások vannak a legközelebb:
- Stockholm Södra station (dél, Västra stambanan)
- Karlberg railway station (északnyugat, Ostkustbanan, Mälarbanan)
- Flemingsberg railway station (Göteborgs centralstation, Västra stambanan)
- Sundbyberg railway station (Örebro Central Station, Mälarbanan)
- Märsta railway station (Sundsvall central station, Ostkustbanan)
- Arlanda South Station (Arlanda North Station, Arlanda Expressz)